# Fatburger

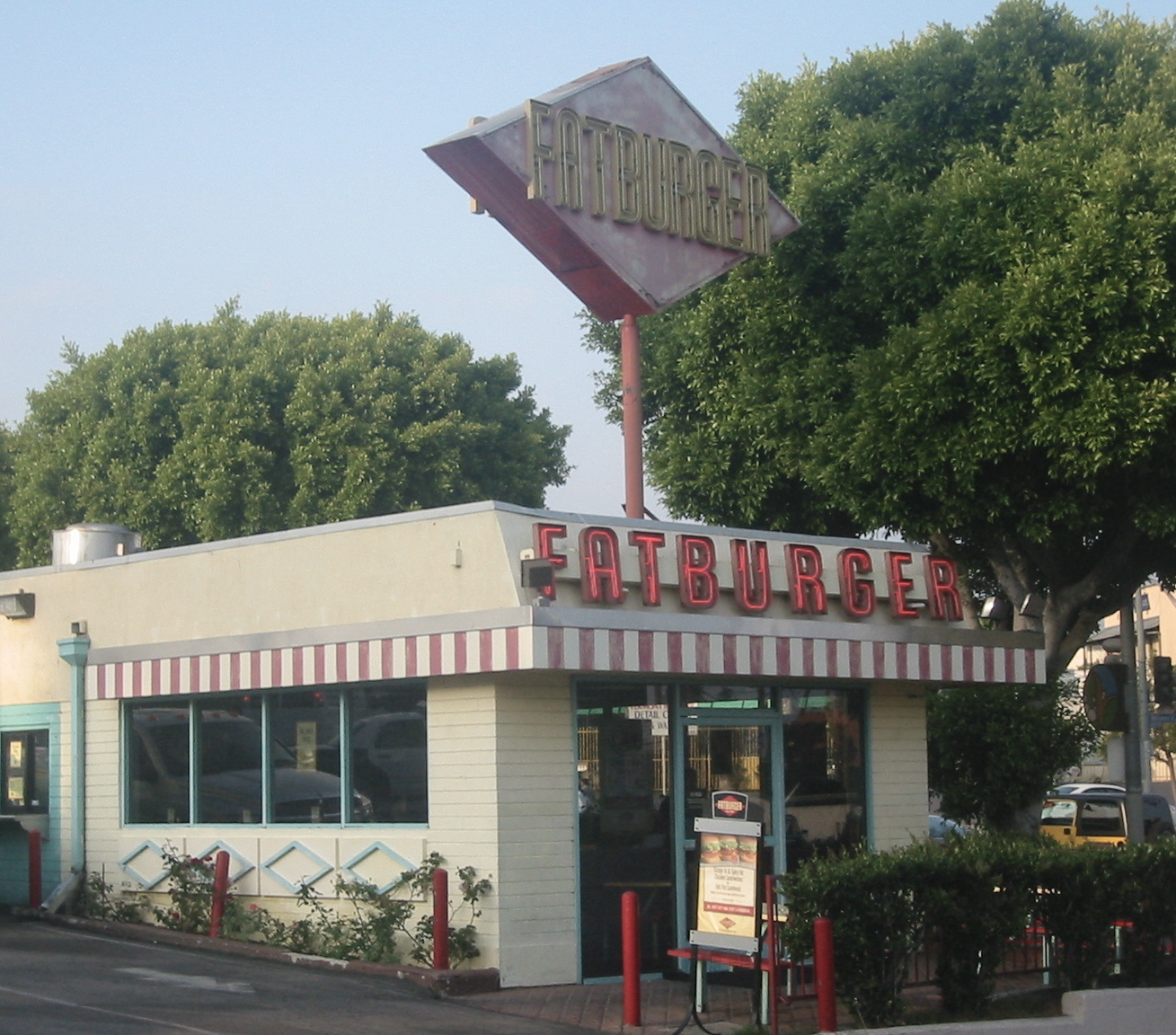
Fatburger

Fatburger ist eine US-amerikanische Schnellrestaurantkette, deren Hauptprodukt, ein Hamburger, den gleichen Namen trägt.
Der ehemalige Basketballprofi Magic Johnson war bis 2003 einer der Teilhaber der Muttergesellschaft.
FAT Brands, der Eigentümer von Fatburger, kaufte im August 2020 die Restaurantkette Johnny Rockets.

## Geschichte und Name
Das Unternehmen wurde im Jahre 1952 von Lovie Yancey in Los Angeles, Kalifornien, gegründet. Die Kette war lange Zeit nur in Kalifornien beheimatet, bis sie sich in den späten 1990er Jahren auch in andere US-Staaten ausbreitete. Im Jahr 2017 hatte das Unternehmen circa 200 Franchisenehmer mit mehr als 4000 Mitarbeitern in 18 Ländern.
Die Firma will das Wort „fat“ (engl. fett) eher im Sinne von „super“ als von „Kalorienbombe“ verstanden wissen.

## Bestellung
Normalerweise bezahlt der Gast bei der Bestellung und erhält eine Nummer, mit welcher er das Essen abholen kann; in einigen Restaurants wird das Essen an den Tisch gebracht.